# Nabil Ben Yadir
Nabil Ben Yadir, né le 24 février 1979 à Bruxelles, est un acteur et réalisateur belge.
Nabil Ben Yadir a notamment réalisé les films Les Barons et La Marche.

## Biographie
Nabil Ben Yadir naît et grandit à Molenbeek de parents algériens, sa mère étant originaire de Oran et son père de Aïn El Turck. Après une formation en électromécanique dont il n'obtient pas le diplôme, il est le sujet en 1999 d'un épisode de l'émission "Strip-Tease" dans laquelle il tente de se faire remarquer par Jean-Claude Van Damme en lui faisant une démonstration de ses techniques de combat lors de son mariage mais ne parvenant pas à rentrer dans le restaurant il fait une brève démonstration devant l'entrée en face de quelques journalistes mais se fait rapidement reconduire à l’extérieur par le service de sécurité.
Il travaille à la chaîne d'assemblage chez Volkswagen, passant "des mois à faire toujours la même chose", et il décide de "se lancer dans de nouveaux défis et d'adopter de nouvelles approches" selon une Interview au magazine américain du spectacle Variety.
Nabil Ben Yadir commence sa carrière en 2001 en décrochant un petit rôle dans Au-delà de Gibraltar, de Taylan Barman. En 2005, il apparait dans Le Couperet de Costa-Gavras. La même année, il tourne son premier court métrage, Sortie de clown, dans lequel il raconte l’histoire de Lucien, à la fois croque-mort et clown dans les hôpitaux.
En 2008, le cinéaste Taylan Barman lui confie le rôle de Youssef dans 9mm. En 2009, il réalise et scénarise la comédie Les Barons, son premier long métrage, avec Nader Boussandel, Julien Courbey et Edouard Baer. En tant que metteur en scène, il réunit en 2013 Olivier Gourmet, Tewfik Jallab, Hafsia Herzi et Jamel Debbouze dans La Marche, comédie dramatique, basée sur l’histoire vraie d’une marche pacifique pour l’égalité et contre le racisme. En 2016, il réalise Dode Hoek (en français Angle mort, en anglais Blind Spot).
En 2022, sort Animals, inspiré du meurtre homophobe de Ihsane Jarfi avec Soufiane Chilah.

## Filmographie

### Réalisateur et scénariste
- 2005 : Sortie de clown (court-métrage)
- 2009 : Les Barons
- 2013 : La Marche
- 2017 : Angle mort (Titre original : Dode Hoek)
- 2022 : Animals

### Acteur
- 2001 : Au-delà de Gibraltar de Taylan Barman et Mourad Boucif
- 2005 : Le Couperet de Costa-Gavras
- 2008 : 9 mm de Taylan Barman
- 2009 : Les Barons

## Théâtre
- Guantanamouk[8] (2011)